# Euoniticellus africanus
Euoniticellus africanus är en skalbaggsart som beskrevs av Edgar von Harold 1873. Euoniticellus africanus ingår i släktet Euoniticellus och familjen bladhorningar. Inga underarter finns listade i Catalogue of Life.